# Эльзофф (приток Эдера)
Эльзофф (нем. Elsoff), также Эльзоффбах (нем. Elsoffbach) — небольшая река, северный левый приток Эдера, длиной 19,2 км и с площадью водосбора примерно 49 км². Пересекает районы Хохзауэрланд и Зиген-Виттгенштайн в Северном Рейне-Вестфалии, а также район Вальдек-Франкенберг в земле Гессен. На реке располагаются населённые пункты Вундертхаузен, Диденсхаузен, Алертсхаузен и Эльзофф.

## Название
Название происходит от дневнемецкого слова Elisaffa, представляющего комбинацию германского alisō, означающего «ольха», и гидронима -apa.

## Течение

### Исток
Эльзофф начинает своё течение на территории горного региона Ротхаргебирге в природном парке Зауэрланд-Ротхаргебирге. Исток ручья, называемый Бубенкирхбах, находится в районе Хохзауэрланд в лесном массиве Штрайтвальд («Спорный лес»), в 1,8 км к северо-северо-западу от поселения Трамбах (город Халленберг), на юго-западном склоне между вершинами Валлерсхёe (812,1 м над уровнем моря) и Хассельрюккен (766,6 м).), на высоте около 736 м..

### Верхнее течение
Река Эльзофф начинает свой путь в юго-западном направлении. Недалеко от истока с правой стороны принимается ручей, истоком которого является Радиумквелле. Чуть дальше, на поляне бывшего женского монастыря река принимает левый приток Хайлигенбах («Святой ручей»). Сохранилось лишь старое название поляны «В монастыре» (Im Kloster), на которой находятся несколько жилых зданий. Затем Эльзофф достигает территории Бад-Берлебурга в Вундертхаузене, в центре которого принимает впадающий с левой стороны Шоппенвассер.

### Среднее течение
От Вундертсхаузена водный поток называется Эльзоффом, и бежит преимущественно в южном направлении. За Вундертсхаузеном река на протяжении нескольких километров проходит вдоль границы Вестфалии с северной частью района Вальдек-Франкенберг (земля Гессен).
Протекая через Диденсхаузен река делит поселение на две части. Западная часть относится к вестфальскому Бад-Берлебургу, а восточная к гессенской общине Аллендорф. В Диденсхаузене река принимает правые притоки Пфердсбах и Зале.
Затем Эльзофф протекает через территорию гемаркунга Алертсхаузен в Бад-Берлебурге, где принимает левый притое Инзельбах. Далее река принимает ручьи Шварценбах справа и Бинзенбах слева, а ниже Алертсхаузена справа впадают Бросбах и Гарсбах. Примерно через 14 км от истока водоток проходит через одноимённое поселение Эльзофф, где справа принимает свой самый крупный приток Меннербах.

### Нижнее течение и устье
В нижнем течении Эльзофф переходит из Вестфалии в северный Гессен и покидает природный парк Зауэрланд-Ротхааргебирге. Ниже вестфальского поселения Беддельхаузен и выше города Хацфельд в северном Гессене река Эльзофф впадает левым притоком на высоте 348 м в Эдер, который течёт в восточном направлении.

## Водосборный бассейн и притоки
Площадь водосбора Эльсоффа составляет 48 983 км². Впадая в Эдер, Эльзофф несёт свои воды через Фульду и Везер в Северное море. К его верхнему течению относится ручей Бубенкирхбах. В целом притоки Эльзоффа располагаются в следующем порядке, следую по течению:
| Бубенкирхбах (Бубенкирх); Верхний Эльзофф        | правая | 4,4 км | 736 м | 529 м | Вундертхаузен (в) | ?          |
| ручей от источника Радиумквелле                  | правая | 0,6 км | 689 м | 630 м | Вундертхаузен (в) | ?          |
| Хайлигенбах                                      | левая  | 1,1 км | 700 м | 627 м | Вундертхаузен (в) | ?          |
| Ручей на Гиркхёйзер Вег                          | правая | 1,2 км | 651 м | 533 м | Вундертхаузен (с) | ?          |
| Шоппенвассер                                     | левая  | 2,1 км | 651 м | 531 м | Вундертхаузен (с) | 1,576 km²  |
| Айхбах                                           | правая | 0,5 км | 577 м | 499 м | Вундертхаузен (н) | ?          |
| Ландебах                                         | правая | 1,7 км | 634 м | 482 м | Диденсхаузен (в)  | ?          |
| Пфердсбах                                        | правая | 2,5 км | 630 м | 473 м | Диденсхаузен (с)  | 2,432 km²  |
| Зале                                             | правая | 0,9 км | 534 м | 468 м | Диденсхаузен (с)  | ?          |
| Инзельбах                                        | левая  | 3,1 км | 640 м | 442 м | Алертсхаузен (в)  | 2,618 km²  |
| Шварценбах                                       | правая | 0,9 км | 513 м | 425 м | Алертсхаузен (с)  | ?          |
| Бинзенбах                                        | левая  | 0,5 км | 515 м | 422 м | Алертсхаузен (с)  | ?          |
| Бросбах                                          | правая | 1,3 км | 624 м | 420 м | Алертсхаузен (н)  | ?          |
| Гарсбах                                          | правая | 1,7 км | 577 м | 413 м | Алертсхаузен (н)  | 1,095 km²  |
| Хаустербах (1)                                   | правая | 0,8 км | 510 м | 403 м | Эльзофф (в)       | ?          |
| Ручей в Тифензайфен                              | правая | 0,5 km | 473 м | 397 m | Эльзофф (в)       | ?          |
| Бупбах                                           | правая | 0,7 км | 474 м | 394 м | Эльзофф (в)       | ?          |
| Хервельсбах                                      | левая  | 0,8 км | 455 м | 388 м | Эльзофф (в)       | ?          |
| Брабах                                           | левая  | 0,7 км | 516 м | 383 м | Эльзофф (в)       | ?          |
| Меннербах                                        | правая | 8,3 км | 642 м | 379 м | Эльзофф (с)       | 13,373 km² |
| Ручей на Вольпфад                                | правая | 1,1 км | 473 м | 378 м | Эльзофф (с)       | ?          |
| Бучбах                                           | левая  | 0,5 км | 455 м | 377 м | Эльзофф (н)       | ?          |
| Хаустербах (2)                                   | левая  | 0,7 км | 404 м | 366 м | Эльзофф (н)       | ?          |
| Браузедаль                                       | левая  | ? км   | ? м   | ? м   | ? устье (в/с/н)   | ?          |
| Сокращения: в = верхний, с = средний, н = нижний |        |        |       |       |                   |            |